# Regiones geográficas tradicionales del Perú

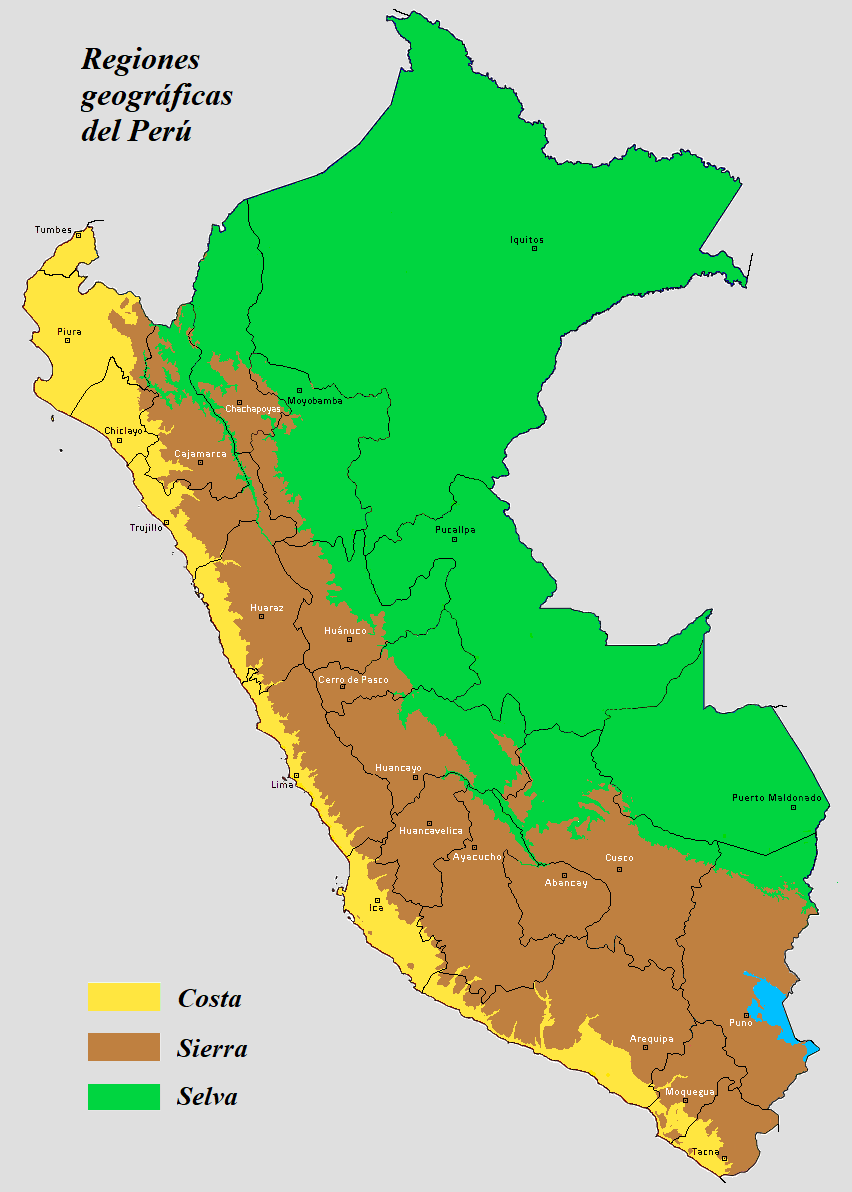
Mapa de las tres regiones geográficas del Perú: Costa, Sierra y Selva.

El territorio de la  República Peruana  se divide tradicionalmente en tres regiones naturales diferenciadas por su clima y vegetación, que en orden de oeste a este partiendo desde el océano Pacífico son la Costa, la Sierra y la Selva.  Esta división tripartita es de uso frecuente en el habla popular del Perú. El primer registro del uso de este sistema se halla en el libro Crónica del Perú del cronista español Pedro Cieza de León, quien recorrió el Perú en 1548 y describió los Llanos, la Sierra y la Montaña para referirse a costa, sierra y selva, respectivamente.  Cieza mencionó a la costa sur como caliente y seca, del resto de la costa dijo: "...cosa notable, en no llover en toda la longura de los llanos..." y que solo se siembra donde los ríos permiten el riego por lo estéril de la costa. También hace el contraste con la sierra, por ser fría y con "lluvia invernal", lo que en realidad es una inversión de la estación del verano austral, tal como incluso hoy consideran muchos pobladores de la sierra cuando llaman invierno a la temporada de lluvias. Sobre la selva, llegó hasta los que conocemos como selva alta, llamándole "las montañas de los Andes, de gran espesura, de grandes culebras y de los indios al interior de la montaña". Cieza publicó la primera parte de su Crónica en España en 1553.
Esta división longitudinal, tiene una correspondencia biogeográfica relacionada con el clima y la biodiversidad, ya que la región de la Costa tiene una correspondencia con el desierto costero del Perú, de clima desértico subtropical y que a su vez forma parte del desierto del Pacífico sudamericano; la Sierra constituye la parte central de la cordillera de los Andes y tiene clima templado de montaña y frío de alta montaña; y la Selva con su vegetación exuberante forma parte de la Amazonía con clima tropical cálido y lluvioso, con alta biodiversidad.
Esta división del territorio peruano en tres grandes regiones ha sido revisada por la academia peruana, proponiendo otras tesis como las ocho regiones naturales del Perú que permite alcanzar una aproximación de las particularidades que distinguen el territorio peruano, especialmente entre los pisos ecológicos andinos; o la división en ecorregiones que diferencia la costa desértica de la costa norte ecuatorial y boscosa, también la sierra esteparia de la puna y el páramo, y la selva baja de la selva alta.

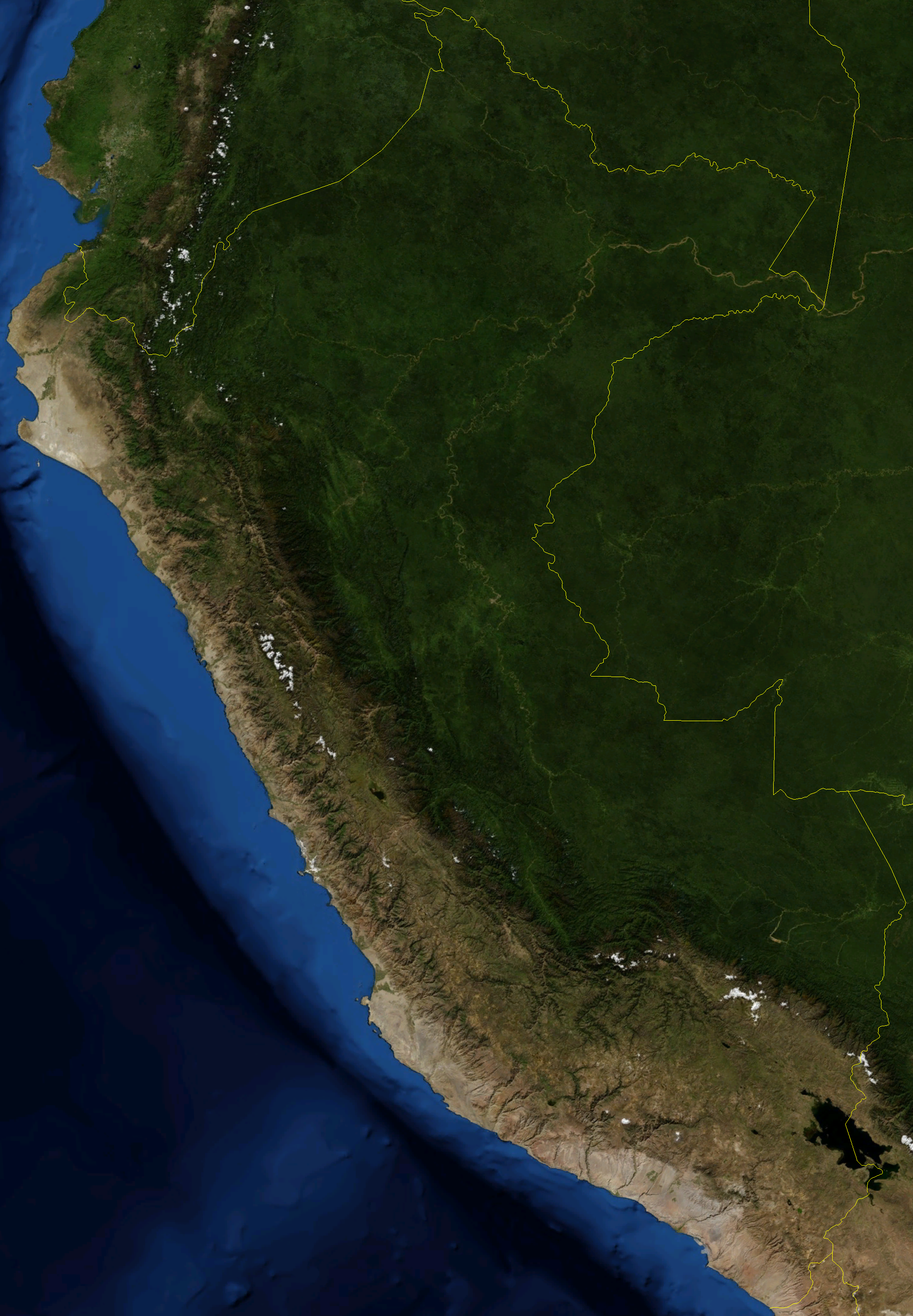
Fotografía satelital del Perú, en donde se puede identificar las regiones geográficas y su cobertura vegetal: en la Costa se aprecia el desierto costero y al norte el bosque seco de Tumbes-Piura; en la Sierra destaca el herbazal y matorral de montaña y la Selva muestra el verde perenne del bosque húmedo tropical y subtropical.

## La Costa
Es una estrecha franja situada entre la cordillera Occidental y el océano Pacífico. Las precipitaciones disminuyen de norte a sur, por lo que la región es extremadamente árida, la vegetación natural está constituida, al norte (Zona costera de los Departamentos de Tumbes, Piura, Lambayeque y algunas partes de La Libertad) por bosques secos y matorrales estacionales, (salvo en la desembocadura de los ríos Tumbes y Zarumilla, donde se desarrollan manglares). Al sur la vegetación es casi ausente, con desiertos de arena de gran extensión. La gran aridez de la costa se debe a la influencia que ejerce la corriente marina de Humboldt o corriente peruana, la cual origina el afloramiento de aguas frías, frente a la costa peruana que enfrían el aire circundante y provocan baja nubosidad cuyo a avance es interrumpido por la Cordillera de los Andes impidiéndose la formación de nubes tipo Cumulonimbus. La aridez es interrumpida por 53 ríos de caudal permanente que bajan de la Sierra, formando valles costeros muy fértiles en cuyas márgenes se emplazan las principales ciudades de la costa, constituyéndose como importantes centros agrícolas.

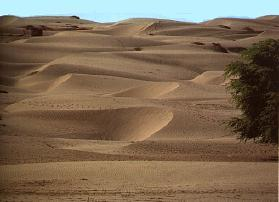
Dunas en el desierto de Sechura (Piura) en la costa peruana.

### Extensión
Se extiende unos 3080 km en su longitud comprendida entre Zarumilla (Tumbes) y la Concordia (Tacna). Pero no hay uniformidad de criterios para determinar los límites entre la costa y la sierra, pues el ancho y la altura dependen del tipo de definición que se le da a la región costera, dándose los siguientes casos:
- Costa o Chala: Este concepto es el más extendido, se define a la costa como una región natural sobre la base de su cercanía al litoral con una altura máxima de 500 m s. n. m., pudiéndose extender hasta los 800 m s. n. m.[2] En este sentido la Costa ocupa un área de 149857 km² (12% del territorio nacional).

- Costa, como sistema de ecorregiones: Desde el punto de vista biogeográfico se define la costa por su aridez, por lo que alcanza los 2,000 m s. n. m. de las vertientes andinas áridas.[3] Su delimitación es clara, ya que las fotografías satelitales permiten observar su contorno, su superficie representa el 11.6% del territorio nacional y se diferencian dos ecorregiones, la más extensa el desierto costero del Perú y al norte el bosque seco ecuatorial.

- Desierto costero según WWF: Ésta definición es aún más extrema, la ecorregión árida se denomina Desierto de Sechura-Atacama, la cual limita al este con la ecorregión de puna, por lo que se le considera hasta una altura de unos 4,000 m s. n. m.

### Clima costeño
En el litoral peruano destacan dos tipos de clima:
- Clima subtropical árido: En casi toda su extensión, desde el norte, parte del Desierto de Sechura en Piura hasta el extremo sur en Tacna; se trata de un clima semicálido muy seco o desértico, con una temperatura promedio anual entre 19 y 20 °C, y con muy pocas precipitaciones (mayormente menores de 30 mm/año).[4] Comprende la costa hasta los 1,000 o 2,000 m s. n. m., y está caracterizada por su relieve desértico de dunas, llanuras, tablazos y cerros de menor altitud de los contrafuertes andinos.

- Clima tropical seco: En Tumbes y Piura, el clima es cálido, semiárido y estacional: en la costa norte y hasta unos 1,000 m s. n. m. Seco (con estaciones lluviosas y otras secas), con baja precipitación (200 mm/año), y con temperaturas promedio mayores de 24 °C.

## La Sierra o Región Andina

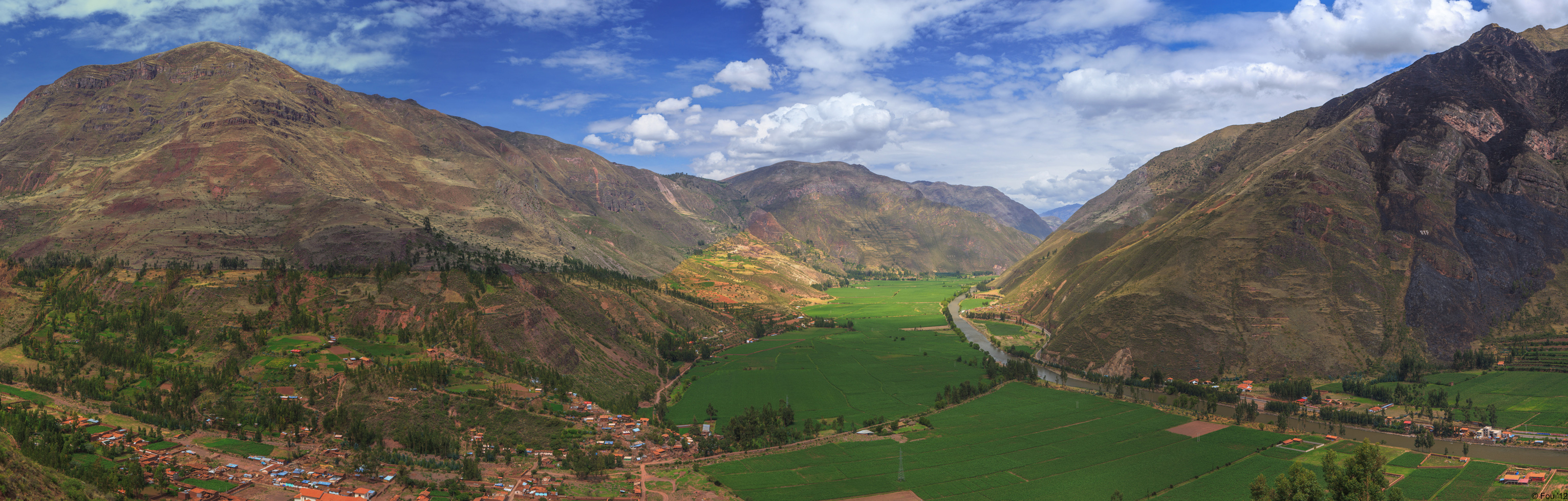
La región andina es llamada Sierra en el Perú, en esta región los ríos perfilan los valles interandinos. Valle Sagrado de los Incas (Cuzco).

Sierra. Fue llamada así por los españoles, quienes al observar las formas de sus montañas (colinas, quebradas, cordilleras, sierras) las compararon con la sierra de Toledo en España. Ocupa una vasta región central dentro del territorio peruano, en la cual se extienden los andes. Constituye el 28,1% del territorio peruano. En esta región se extienden, entre picos, nevados, y abruptas cimas, una gran variedad de valles, lagos y pampas, lo cual describe lo accidentado de su relieve. La variedad de su clima y lo accidentado de su superficie marcan los principales rasgos de su geografía.
La región conocida como Sierra abarca la porción más alta de la Cordillera de los Andes, sobre los 2.000 m s. n. m., lo que la caracteriza como una región escarpada con climas entre templado, frío y gélido, de semiárido a subhúmedo. Desde el punto de vista biogeográfico puede considerarse una ecorregión cuyo bioma predominante es el de pradera y matorral de montaña. 
La región andina, es una zona agrícola por excelencia. Además, la naturaleza montañosa de su suelo convierte a la sierra en una región minera. Por estas razones es llamada la despensa del Perú. La población se encuentra en su mayor parte entre los 2,000 y 3,500 m s. n. m. por ser esta zona más propicia para el desarrollo de las actividades agroeconómicas. Por encima de los 4,000 m s. n. m. se encuentra la meseta altoandina denominada Puna, zona de extracción minera y de pastoreo del ganado auquénido.

### Clima
La Sierra del Perú se caracteriza por su clima de montaña de zona intertropical, de gran brillo solar, con veranos lluviosos e inviernos secos. A diferencia de la costa o la selva, tiene mayor oscilación térmica, es decir, con mayores diferencias entre la temperatura más alta con la más baja, lo cual se va acentuando con la altura. El gradiente térmico establece que a mayor altura, mayor será el frío, disminuyendo en promedio 1 °C cada 180 metros de ascenso aproximadamente. Humboldt determinó que la altura donde comienzan las nieves perpetuas en los Andes está en los 5,000 m s. n. m., sin embargo los hielos se encuentran actualmente en retroceso por el calentamiento global. 
Desde los primeros observadores españoles que publicaron crónicas sobre la región de la Sierra, pasando por Humboldt y terminando con los estudios modernos, se llega a varias conclusiones comunes: Por ejemplo que el aire es muy seco gran parte del año, y a mayor altura, mayor sequedad. Esto a pesar de la presencia de lluvias, ríos y lagunas, al punto que fue sorpresa para los exploradores españoles ver la costumbre de secar la carne al sol, sin sal. También se concluye que mientras la Costa carece prácticamente de lluvias y en la Selva llueve todo el año, la Sierra en cambio tiene un clima estacional descrito como la alternancia entre una temporada seca con una temporada de lluvias, no pudiendo ser descrita en la práctica como una sucesión invierno-primavera-verano-otoño que solo ha creado confusiones.
El clima tiene una gran diversidad según sus diferentes pisos altitudinales:
· Clima templado subhúmedo: entre los 1,000 y los 3,000 m s. n. m., con temperaturas alrededor de los 20 °C; y precipitaciones entre los 500 y 1,200 mm/año.
· Clima frío: propio de los valles interandinos entre los 3,000 y 4,000 m s. n. m. Las precipitaciones promedio están en 700 mm/año y la temperatura promedio alrededor de 12 °C. Con heladas durante el invierno.
· Clima frígido o de puna: entre los 4,000 y 5,000 m s. n. m. Con precipitaciones promedio de 700 mm y temperaturas promedio de 6 °C.
· Clima de nieve o gélido: Encima de los 5,000 m s. n. m. y con temperaturas debajo de los 0 °C. Es el clima de las altas cumbres con nieves perpetuas.

### Ciudades Principales
Andahuaylas, Ayacucho, Arequipa, Cajamarca, Cerro de Pasco, Cusco, Huancavelica, Huaraz, Huancayo, Huánuco, Juliaca, Puno. Chachapoyas

## La Selva o Región Amazónica

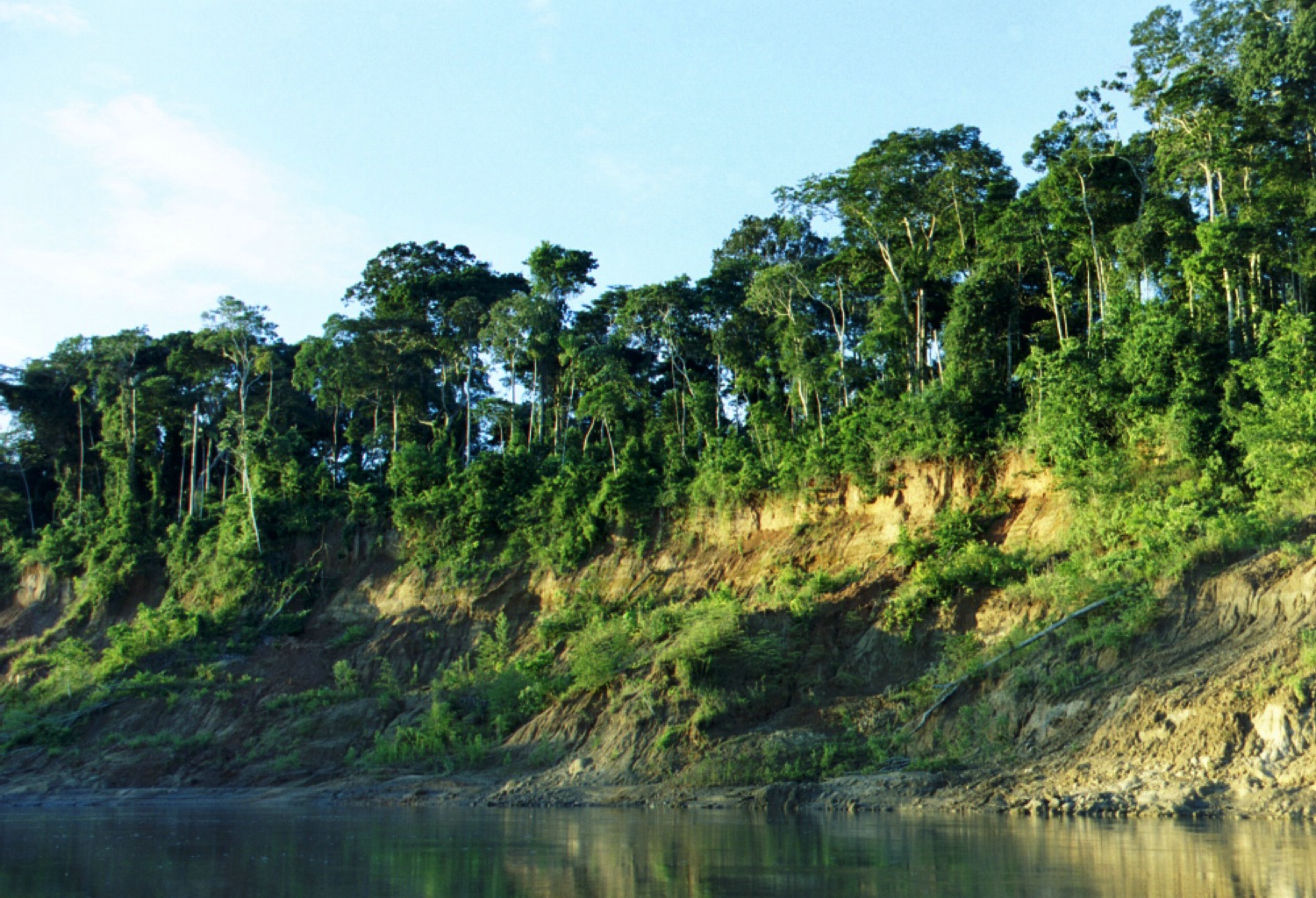
Las selvas amazónicas son llamadas pulmones del mundo, razón por la cual existen muchos lugares protegidos en esta región. Reserva de Biósfera del Manu (Madre de Dios).

La región amazónica, es la más extensa del territorio peruano, llegando a ocupar más del 60% de su superficie. Por la inmensa variedad de sus recursos aún no aprovechados en su totalidad, la convierten en la futura despensa del Perú. El paisaje de la selva tiene como característica principal la inmensidad de su tamaño territorial, sus climas cálidos y húmedos.
La Selva Amazónica, es cálida, húmeda y de vegetación muy tupida. Esta porción del Amazonía se extiende tanto en la llanura amazónica -selva baja- como en la parte oriental de los Andes -selva alta o yungas-, en cuya parte más alta se encuentra la ceja de selva, una región de relieve abrupto y alta nubosidad.

### Clima
· Clima tropical húmedo o cálido húmedo: predomina en la selva baja. Las precipitaciones están alrededor de los 2,000 mm/año, y tiene temperaturas promedio de 25 °C, con valores extremos encima de 30 °C.
· Clima semicálido o subtropical muy húmedo: en las vertientes orientales andinas, con precipitaciones sobre los 3,000 mm/año y temperaturas promedio de 22 °C. Existen variaciones locales en la intensidad de las lluvias.

### Ciudades Principales
Iquitos, Pucallpa, Tingo María, Puerto Maldonado, Jaén, Tarapoto, Moyobamba, Chanchamayo, Yurimaguas, Oxapampa, Bagua, Bagua Grande, San Ignacio

## Factores que influyen en el clima peruano
El clima en el Perú viene determinado por los siguientes procesos climáticos:
- La Corriente Oceánica Peruana: de unos 200 km de ancho, que circula de sur a norte y que tiene masas de agua fría, lo que motiva una evaporación restringida, estabilidad atmosférica y la ausencia de lluvias en la costa.

- El Anticiclón del Pacífico Sur: de alta presión, con circulación de vientos de sur a norte, que recogen la humedad existente y la llevan a la costa, donde se condensan en forma de nubes bajas y persistentes de mayo a octubre, con alto contenido de humedad atmosférica.

- La Contracorriente Oceánica Ecuatorial o de El Niño: con masas de agua cálida, que circula de norte a sur, y que provoca lluvias en la costa norte.

- La Cordillera de los Andes: recorre el país longitudinalmente, y divide las masas de aire del Pacífico y del Atlántico, estableciendo una barrera a la circulación de los vientos.

- El Anticiclón del Atlántico Sur: ubicado cerca de las costas argentinas y con masas de aire húmedo, y que llegan al Perú por el sudeste, con precipitaciones en el flanco andino del sur. Entre mayo y septiembre puede provocar descensos de la temperatura, conocidos como friajes o surazos.

- El Ciclón Ecuatorial: ubicado en la Amazonía, con masas de aire de baja presión, tibia y húmeda, y que es responsable de las mayores lluvias y el clima cálido sobre la selva baja.

La variedad de climas permite una alta diversidad biológica y de producción.